# OpenDyslexic

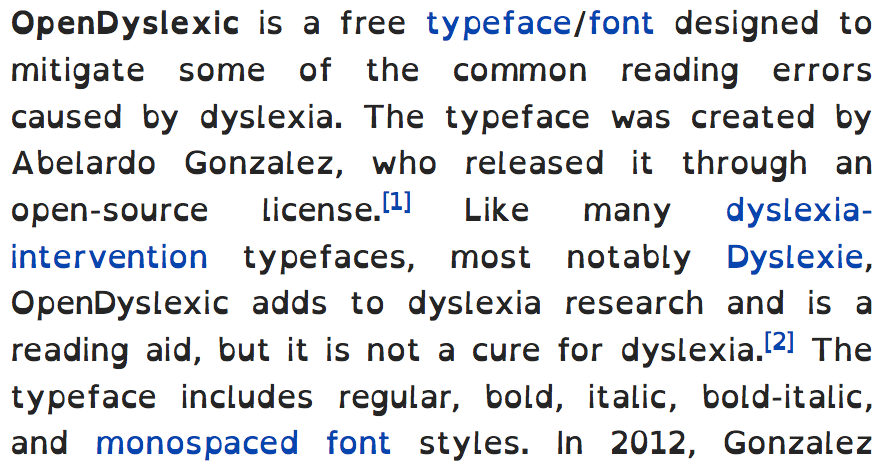
Tekst wyświetlany czcionką OpenDyslexic

OpenDyslexic – krój czcionki zaprojektowany w celu złagodzenia niektórych typowych błędów popełnianych podczas czytania tekstu drukowanego przez osoby dotknięte dysleksją. Jego twórcą jest Abelardo Gonzalez, który udostępnił go na licencji Open Source. Opracowany został w 2012 jako alternatywa dla innego, zaprojektowanego w 2008 kroju czcionki dla dyslektyków o nazwie „Dyslexie”, który wówczas był dostępny wyłącznie w wersji płatnej nawet dla użytku prywatnego.
Dla kroju OpenDyslexic zaprojektowane zostały style czcionki w wersji regularnej, pogrubionej, pochylonej (kursywa), pogrubionej kursywy oraz stałej szerokości.

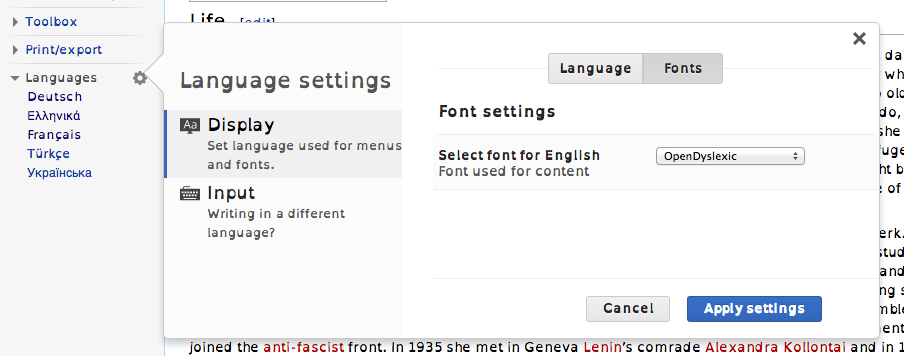
OpenDyslexic w Wikipedii

Krój pisma jest dostępny jako opcja na niektórych stronach internetowych, w tym w Wikipedii; pojawiły się też e-booki oraz książki drukowane tą czcionką – tak z dziedziny literatury klasycznej, jak i książki dla dzieci. Można go również używać w urządzeniach przenośnych z systemami Android i iOS.